# Elenco de Cama de Gato

Da esquerda para a direita, Alcino (Carmo Dalla Vecchia), Verônica (Paolla Oliveira), Gustavo (Marcos Palmeira) e Rose (Camila Pitanga).

Esta é uma lista dos atores do elenco principal e elenco de apoio da telenovela brasileira Cama de Gato, de autoria de Thelma Guedes e Duca Rachid (com supervisão de texto de João Emanuel Carneiro) e exibida pela Rede Globo como "novela das seis".
Conta com Marcos Palmeira, Camila Pitanga, Carmo Dalla Vecchia, Paolla Oliveira, Dudu Azevedo, Nívea Stelmann, Isabela Garcia, Heloísa Perissé e Marcello Novaes nos papéis principais.

## Elenco
| Intérprete          | Personagem                                                |
| ------------------- | --------------------------------------------------------- |
| Marcos Palmeira     | Gustavo de Almeida Brandão / Vicente                      |
| Camila Pitanga      | Rosenilde Pereira dos Santos (Rose)                       |
| Carmo Dalla Vecchia | Alcino Rodrigues                                          |
| Paolla Oliveira     | Verônica Tardivo Brandão                                  |
| Dudu Azevedo        | Roberto Alves Moreira                                     |
| Heloísa Perissé     | Taís Helena Amâncio                                       |
| Marcello Novaes     | Benedito Prazeres Tibiriçá (Bené)                         |
| Isabela Garcia      | Mariana Antunes (Mari)                                    |
| Aílton Graça        | José Sebastião dos Santos (Tião)                          |
| Emanuelle Araújo    | Heloísa Miranda                                           |
| Nívea Stelmann      | Kátia Santana Costa                                       |
| Ângelo Antônio      | Davi de Almeida Brandão                                   |
| Paula Burlamaqui    | Sofia de Britto Brandão                                   |
| Ronny Kriwat        | Pedro de Britto Brandão                                   |
| Guta Gonçalves      | Débora Rodrigues                                          |
| Pedro Paulo Rangel  | Ferdinando Brandão                                        |
| Suely Franco        | Julieta de Almeida Brandão                                |
| Paulo Goulart       | Severo Tardivo                                            |
| Yoná Magalhães      | Adalgisa Monteiro de Britto                               |
| Daniel Boaventura   | Sólon Gutierrez Ortega / Solonaldo da Santíssima Trindade |
| Rosi Campos         | Genoveva Amâncio (Genô)                                   |
| Luis Gustavo        | Waldemar Moreira                                          |
| Rainer Cadete       | Nuno Alves Moreira                                        |
| Raquel Villar       | Glória Pereira dos Santos                                 |
| Land Vieira         | Tarcísio Pereira dos Santos                               |
| Bianca Salgueiro    | Eurídice de Britto Brandão                                |
| Tony Tornado        | Péricles Tibiriçá                                         |
| Ilva Niño           | Ernestina Prazeres Tibiriçá                               |
| Berta Loran         | Loreta Castiglione (Loló)                                 |
| Marcella Rica       | Lucimara Amâncio (Luli)                                   |
| Luana Martau        | Patrícia                                                  |
| Marcella Valente    | Suzana                                                    |
| André Luiz Miranda  | Juvenal                                                   |
| Chico Tenreiro      | Paquito                                                   |
| Lupe Gigliotti      | Áurea                                                     |
| Selma Lopes         | Dirce                                                     |
| Norma Blum          | Irmã Andréia                                              |
| Letícia Birkheuer   | Natasha Santana Costa (Natasha Werner)                    |
| Wagner Molina       | Fiasco                                                    |
| Aramis Trindade     | Dr. Emanoel                                               |
| Mouhamed Harfouch   | Diogo Almeida (Almeidinha)                                |
| Walter Breda        | Delegado Salviano                                         |
| Roumer Canhães      | Professor Limogine                                        |
| Jorge Cerruti       | Vitor Bittencourt (Domênico)                              |
| Henrique Ramiro     | Marco Antônio Lobato (Macau)                              |
| Bia Arantes         | Maria Eduarda Império (Duda)                              |
| Guilherme Vieira    | Igor Johansen                                             |
| Juliana Paiva       | Beth                                                      |
| Júlia Mattos        | Sandrinha                                                 |
| Tânia Costa         | Bruna                                                     |
| Ana Bertines        | Cleusa                                                    |
| Beta Perez          | Lurdes                                                    |
| Marcelo Portinari   | Jorjão                                                    |
| Rafael Miguel       | João Carlos Amâncio Tibiriçá (Juca)                       |
| Gustavo Maya        | Francisco Pereira dos Santos                              |
| Julyana Garcia      | Regina Pereira dos Santos                                 |

## Participações especiais
| Intérprete          | Personagem                                                               |
| ------------------- | ------------------------------------------------------------------------ |
| Glória Menezes      | ela mesma                                                                |
| Monique Alfradique  | Érica Castiglione                                                        |
| Adriano Garib       | promotor no julgamento de Alcino                                         |
| Alex Moreno         | Luck                                                                     |
| Ana Cecília Costa   | Leda de Lucca                                                            |
| Antônio Karnewale   | médico que opera Tarcísio                                                |
| Antônio Pitanga     | Miguel Pereira (pai de Rose)                                             |
| Arthur Aguiar       | Lucas (suposto filho de Alcino)                                          |
| Cláudio Cinti       | Heitor                                                                   |
| David Herman        | Sérgio Batista                                                           |
| Dida Camero         | Lenita (presidiária que se alia a Verônica)                              |
| Débora Olivieri     | juíza no julgamento de Alcino                                            |
| Ed Oliveira         | Jair (capanga de Alcino e Vêronica)                                      |
| Flávia Guedes       | Gilvânia da Santíssima Trindade (mulher de Sólon)                        |
| Gilbert             | juiz na audiência pela guarda de Alice                                   |
| Gilberto Marmorosch | Elias (ex-patrão de Bené)                                                |
| Jaime Leibovitch    | médico de Tarcísio                                                       |
| Jitman Vibranovski  | Dr. Pompeo Louzada (advogado de Verônica)                                |
| Júlio Levy          | Dr. Pitágoras                                                            |
| Maria Regina        | Zica Xiboquinha / Eugênia Gutierrez (falsa mãe de Sólon) / Madame Mansad |
| Maurício Machado    | Pinky                                                                    |
| Neusa Maria Faro    | Gioconda Amâncio (irmã rica de Genoveva)                                 |
| Paulo Ascensão      | Catulo                                                                   |
| Prazeres Barbosa    | Maria                                                                    |
| Priscila Camargo    | Tereza Império (mãe de Duda)                                             |
| Rafael Baronesi     | Kléber (apresentador de TV)                                              |
| Renato Góes         | Gustavo (jovem)                                                          |
| Roberta Foster      | Geni (presidiária que se alia a Verônica)                                |
| Rosrigo Rangel      | Antônio (capanga de Alcino e Vêronica)                                   |
| Sandro Rocha        | Xavier (segurança da Aromas)                                             |
| Tarcísio Meira      | ele mesmo                                                                |
| Vicentini Gomez     | Paolo Bianchi                                                            |
| Viétia Zangrandi    | Drª. Wanda Santoro Rocha (advogada de Vêronica)                          |